# Escuela Francesa de Roma

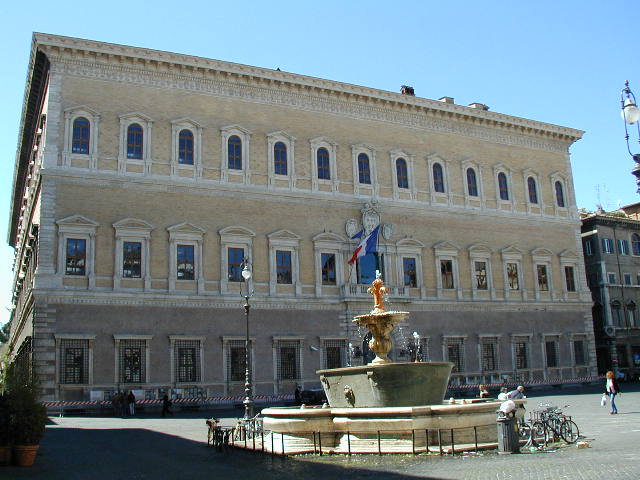
El Palacio Farnesio es un destacado palacio del Alto Renacimiento en Roma, que actualmente alberga la Escuela Francesa de Roma y la Embajada de Francia en Italia.

La Escuela Francesa de Roma (en francés, École française de Rome) es una institución estatal francesa de investigación en los campos de la historia, la arqueología y las ciencias sociales bajo la supervisión del Ministerio de Enseñanza Superior e Investigación (Ministère de l'enseignement supérieur et de la recherche).
La escuela fue fundada en Roma en 1873 como filial de la École française d'Athènes, rebautizada al año siguiente como École d'archéologie e inaugurada en 1875 con su nombre actual. Se encuentra en el Palazzo Farnese, en el mismo edificio de la Embajada de Francia en Italia. Está dotado de una biblioteca de 200.000 volúmenes, de los cuales 2.000 son publicaciones periódicas, y desde 1971 de una editorial que publica, entre otras obras, los anuarios Mélanges de l'École française de Rome, que aparecieron en París de 1881 a 1970 con el título de Mélanges d'archéologie et d'histoire (MEFRM). En 1989 MEFRM se limitó a tratar la Edad Media, y se sumó Mélanges de l'Ecole Française de Rome / Italie et mediterranée (MEFRIM). En la Bibliothèque des Écoles Françaises d'Athènes et de Rome se han publicado las ediciones de los registros papales de los siglos XIII y XIV, comenzando por Gregorio IX.